# Eugène Isabey
Eugène-Louis-Gabriel Isabey, född den 22 juli 1804, död den 27 april 1886, var en fransk målare, son till Jean Baptiste Isabey. 
Isabey blev en ansedd marinmålare och utförde även figurtavlor, genrestycken, kostym- och ceremonibilder med stark färgverkan och mycken virtuositet i utförandet. Av hans arbeten kan nämnas Stranden vid Honfleur (1827), Hamnen i Dunkerque (1831), Slaget vid Texel (1839, Versailles), Ruyters och Willem de Witts embarkering (1850, Louvren), Drottning Viktoria embarkerar i Cherbourg 1858 (i Windsor). Stockholms Nationalmuseum äger två små målningar av Isabey (Förankrade fartyg, 1860, och 1600-talsbilden Förnämt par i kyrka, 1870) och sex av hans högt ansedda litografier (sjöstycken, utförda 1833). 

## Galleri

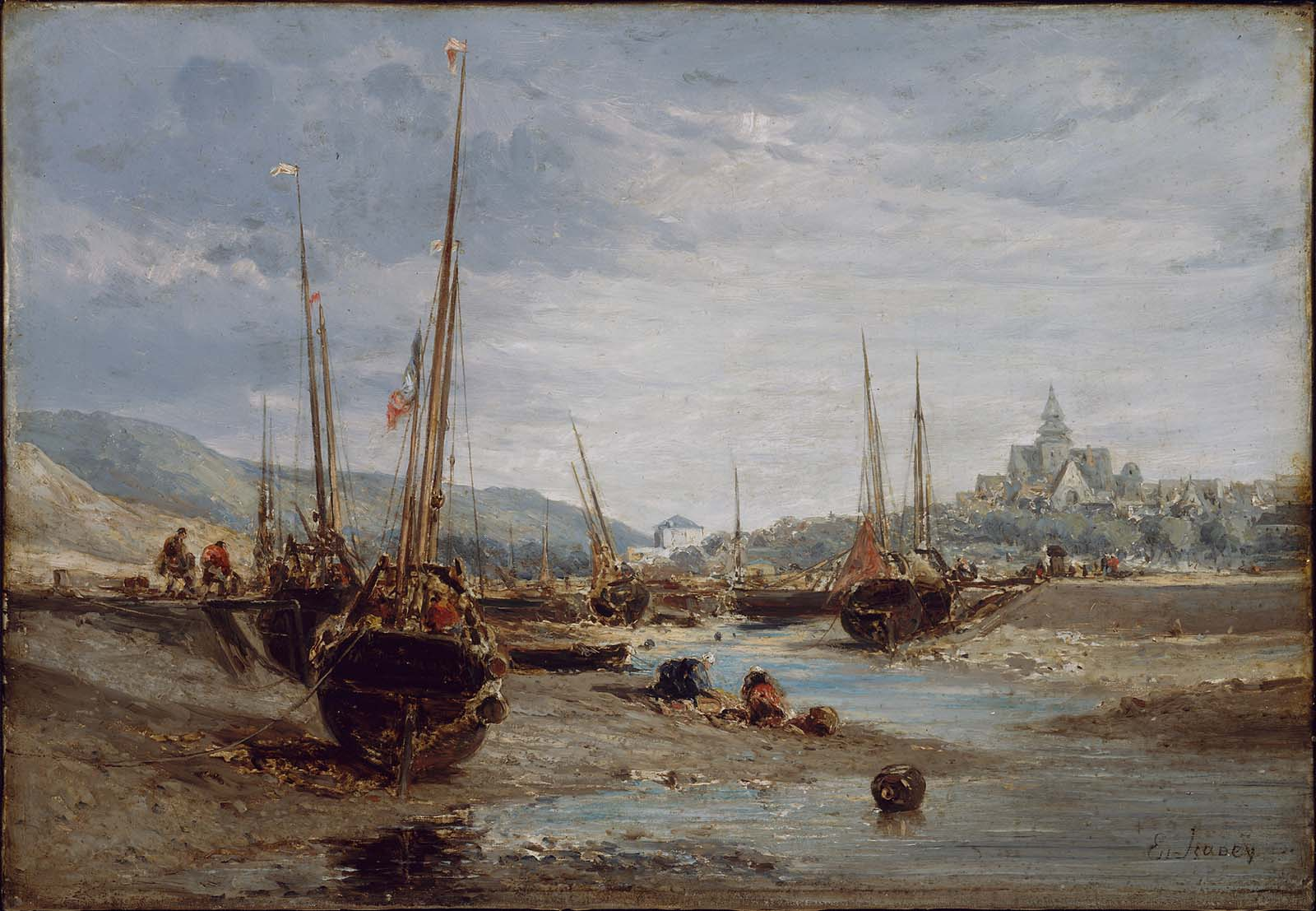
Harbor View (c:a 1850)
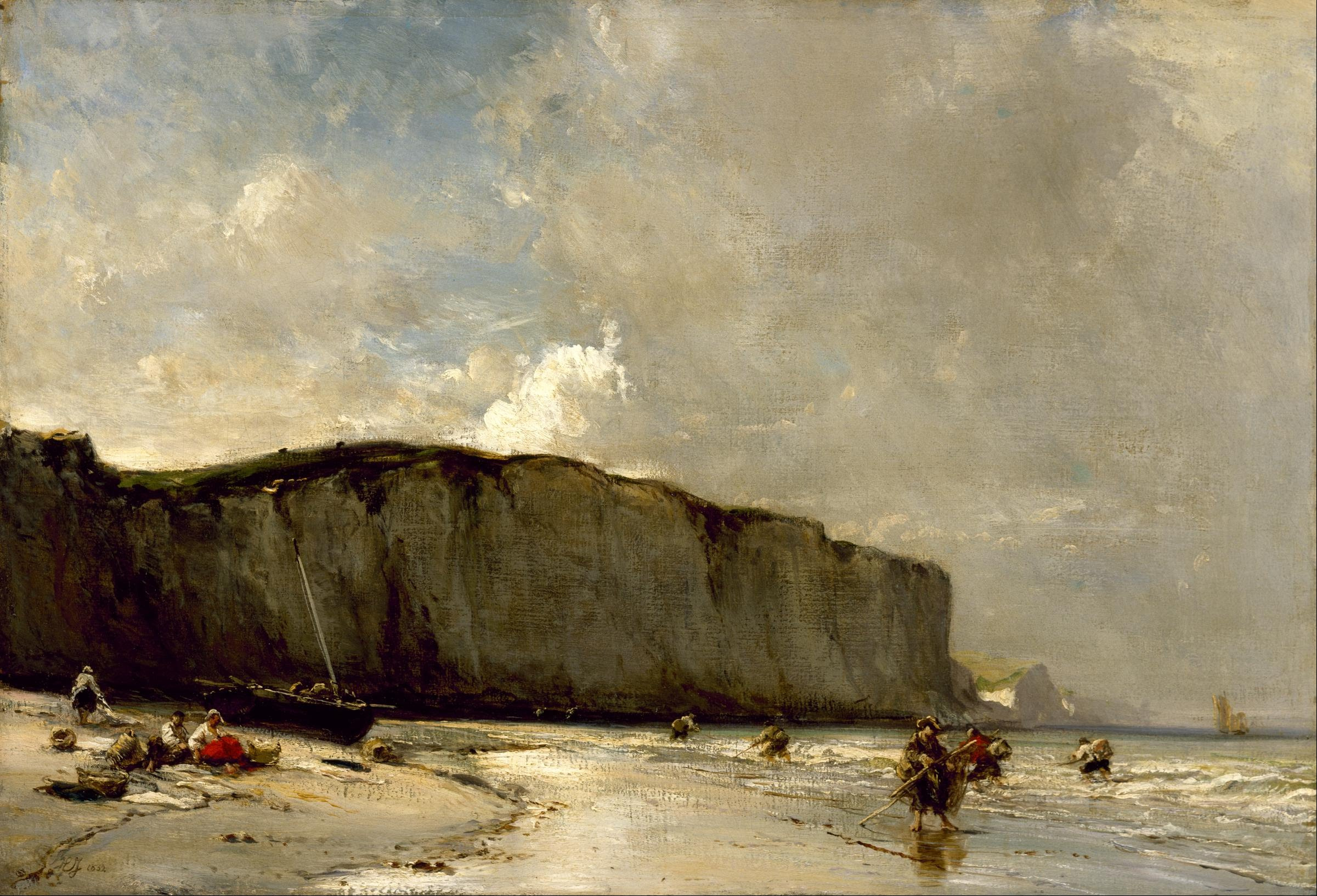
View Along the Norman Coast (1852)
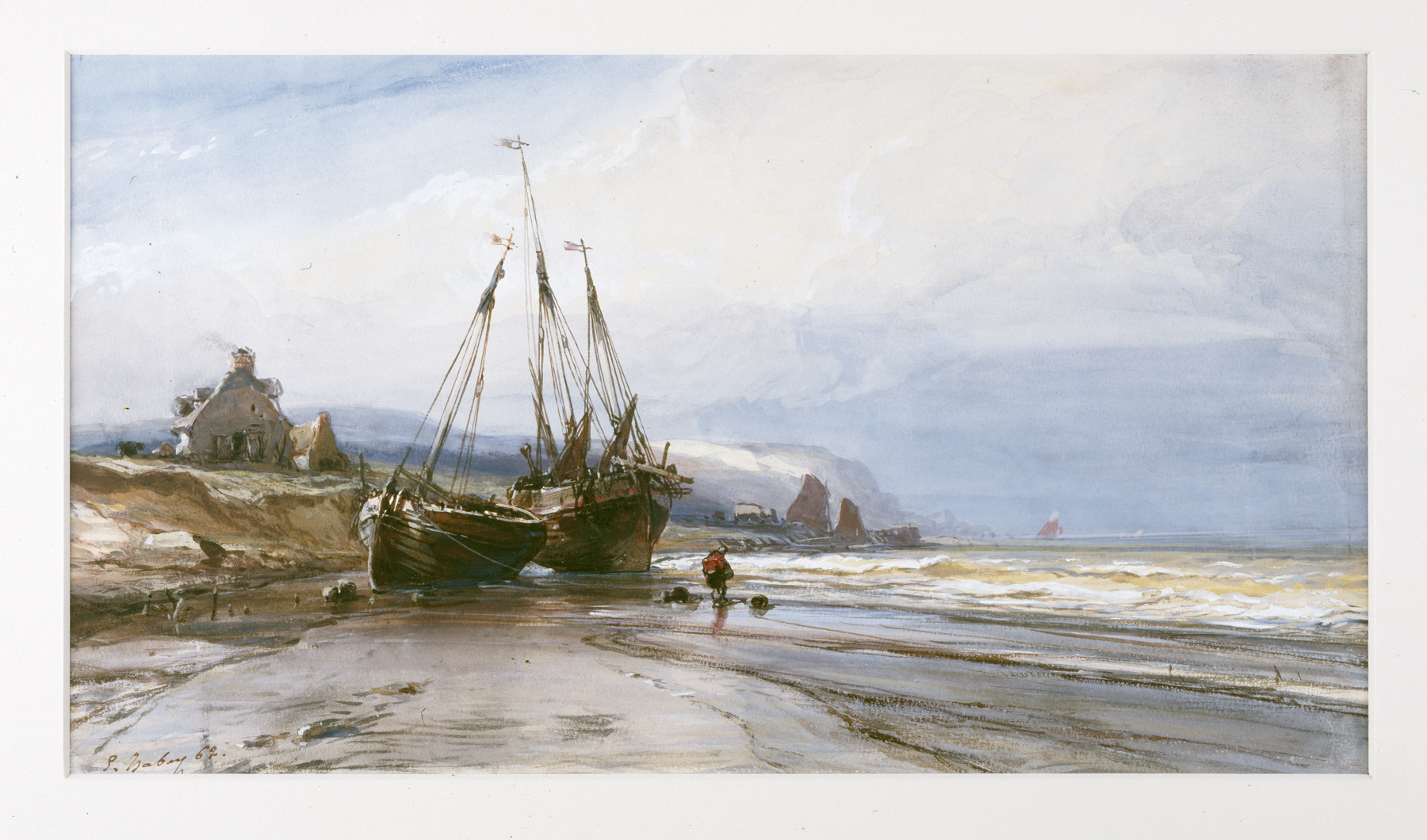
Fishing Boats (1862)
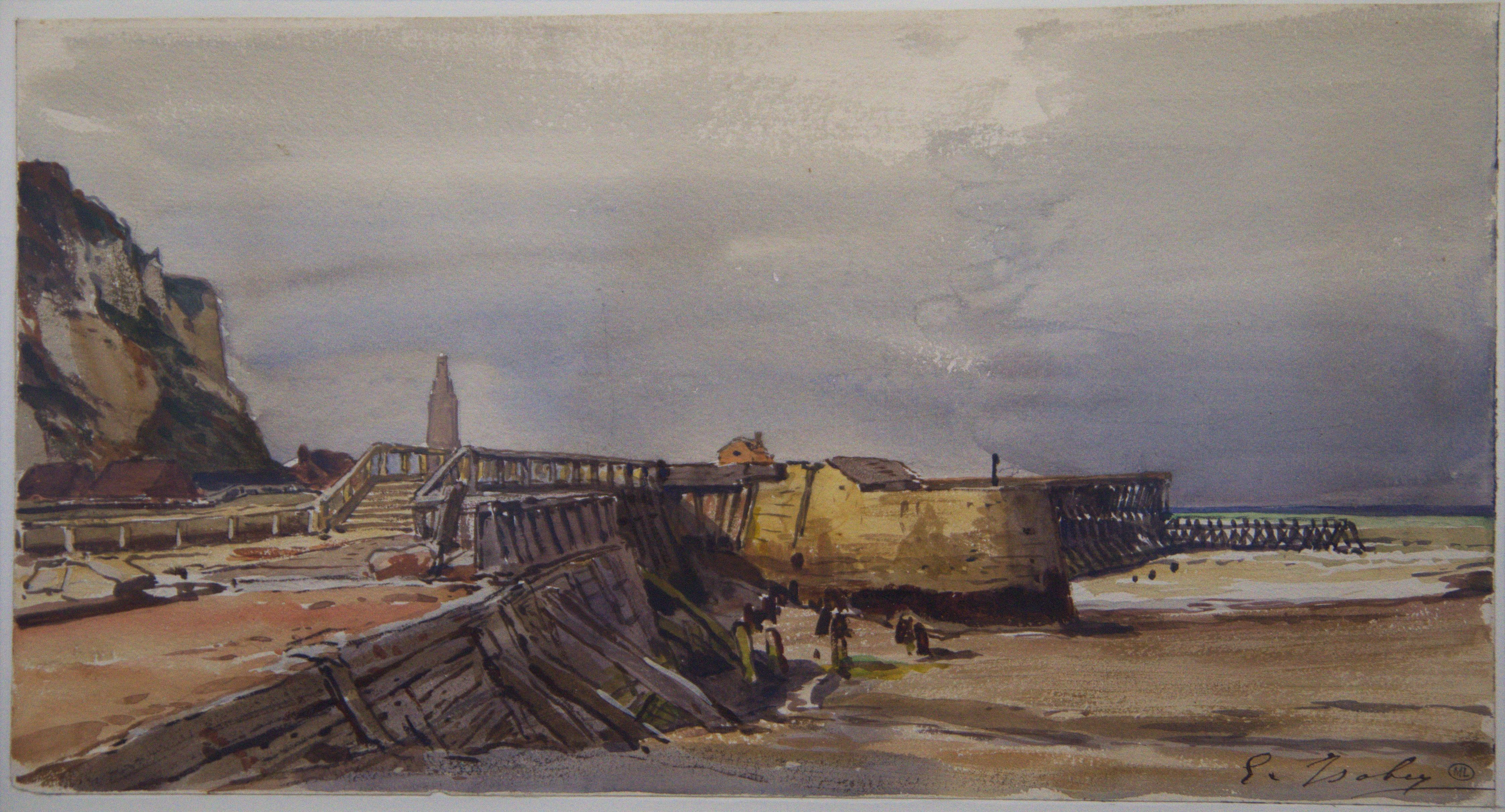
Plage et remparts, peut-être Saint−Malo (u. å.)